# Războiul cel Lung
Războiul cel Lung (de asemenea numit Războiul de treisprezece ani sau de cincisprezece ani) a avut loc în perioada 1591 sau 1593 - 1606 și a fost un conflict de frontieră între monarhia habsburgică și Imperiul Otoman care a avut loc în Balcani, Ungaria și Țara Românească.
Principalii participanți la acest război au fost monarhia habsburgică, Principatul Transilvaniei, Țara Românească și Principatul Moldovei care se opuneau Imperiului Otoman. Ducatul de Ferrara, Marele Ducat de Toscana, Ducatul de Mantua și Statul Papal au fost, de asemenea, implicate în război într-o măsură mai mică.
Războiul s-a terminat cu Pacea de la Zsitvatorok (din Slovacia) la 11 noiembrie 1606. Părțile semnatare s-au înțeles să fie 20 de ani de pace între ele. Tratatul a fost semnat de sultanul Ahmed I și Matia arhiduce al Austriei, în ciuda opoziției puternice din partea împăratului Rudolf al II-lea, fratele lui Matthias.

## Lista bătăliilor
- Bătălia de la Sisak
- Asediul de la Veszprém
- Asediul de la Tata (1593)
- Bătălia de la Székesfehérvár (1593)
- Bătălia de la Romhány (1593)
- Asediul de la Győr (1594)
- Revolta din Banat
- Bătălia de la Călugăreni
- Bătălia de la Giurgiu
- Asediul de la Esztergom (1596)
- Asediul de la Eger (1596)
- Bătălia de la Keresztes
- Asediul de la Tata (1597)
- Asediul de la Győr (1598)
- Asediul Budei (1599)
- Bătălia de la Șelimbăr
- Asediul de la Kanizsa (1600)
- Bătălia de la Mirăslău
- Bătălia de la Guruslău
- Asediul de la Székesfehérvár (1602)
- Bătălia de la Brașov (1603)
- Asediul Budei (1603)